# Сацюк Олекса
Олекса Сацюк (18 листопада 1909, Головчиці на Рівненщині — 3 квітня 1960, Чикаго) — український письменник, прозаїк, драматург, перекладач, член ОУН родом з Волині.

## З біографії
Народився 18 жовтня 1909 р. у с. Головчиці нині Млинівського району Рівненської області, закінчив Дубенську гімназію, потім правничий факультет Варшавського університету (1933), здобув ступінь магістра права. Працював у Дубні адвокатом, вчителем. У 1930-х роках він одружився з Марусею Чучмай — донькою голови Дубенської «Просвіти», депутата польського сейму Максима Чучмая. Разом з братами поширював українське слово, патріотичні ідеї, впливаючи таким чином на свідомість земляків. У 1939 році прийшли більшовицькі «визволителі» — тож цвіт української нації заповнив сталінські катівні, однією з яких була Дубенська в язниця. Олексій Сацюк потрапив сюди в перші години війни і не зазнав тих знущань, які випали на долю його співвітчизників. Він урятувався один з небагатьох після першої хвилі знищення енкаведистами українських в язнів у ніч з 24 на 25 червня 1941 р. Його втечі сприяв напад українських підпільників на в язницю. Про жахливі знущання і ростріли, вчинені опричниками НКВД у Дубенській в язниці Олексій Сацюк розповів у своїй книзі «Смертоносці» У роки Другої світової війни — головою окружної управи в Дубно. 1941 року очолив Дубенську міську управу. В 1942 році врятував від вивезення до Німеччини багатьох земляків. Працював головою управи до вересня 1942 р. — розчарувався і втратив надію на покращення долі українців за умов окупаційної влади. За громадсько-політичну діяльність заарештовувався спочатку польською, потім радянською владою. Емігрував, у 1945—1948 рр. перебував у Австрії, потім переїхав до Аргентини. Був дорадником, головою «Товариства мистців, літераторів і науковців», співредактором (редактором) журналу «Пороги» (Буенос-Айрес). У 1949 р. переїхав до США. Помер 3 квітня 1960 р. у м. Чикаго (США).
Похований на цвинтарі «Елмвуд».

## Творчість
Автор збірок оповідань «Колоски» (1947), «Злат-жолудь» (1951), «Похмілля богів»; повісті «Смертоносці» (1947), п'єси «Скрипка на камені» (1952), «У царстві Оха» (1963), перекладів, статей.
- Сацюк О. Злат-жолудь. — Буенос-Айрес: Вид-во М. Денисюка, 1951. — 126 с.
- Сацюк О. Скрипка на камені. П'єса. — Буенос-Айрес: Вид-во М. Денисюка, 1952. — 63 с.